# Hajnaldija
Hajnaldija (hajnaldia, laćenica; lat. Dasypyrum), rod jednogodišnjeg raslinja i trajnica iz porodice trava. Postoje dvije priznate vrste koje rastu od Mediterana do središnje Azije
Ime roda došlo je po po mađarskom nadbiskupu i botaničaru Lajosu Haynaldu; 1816–91). U Hrvatskoj raste vlasnata hajnaldija. 

## Vrste
1. Dasypyrum hordeaceum (Hack.) P.Candargy
2. Dasypyrum villosum (L.) Borbás